# 뉴포트 (슈롭셔주)

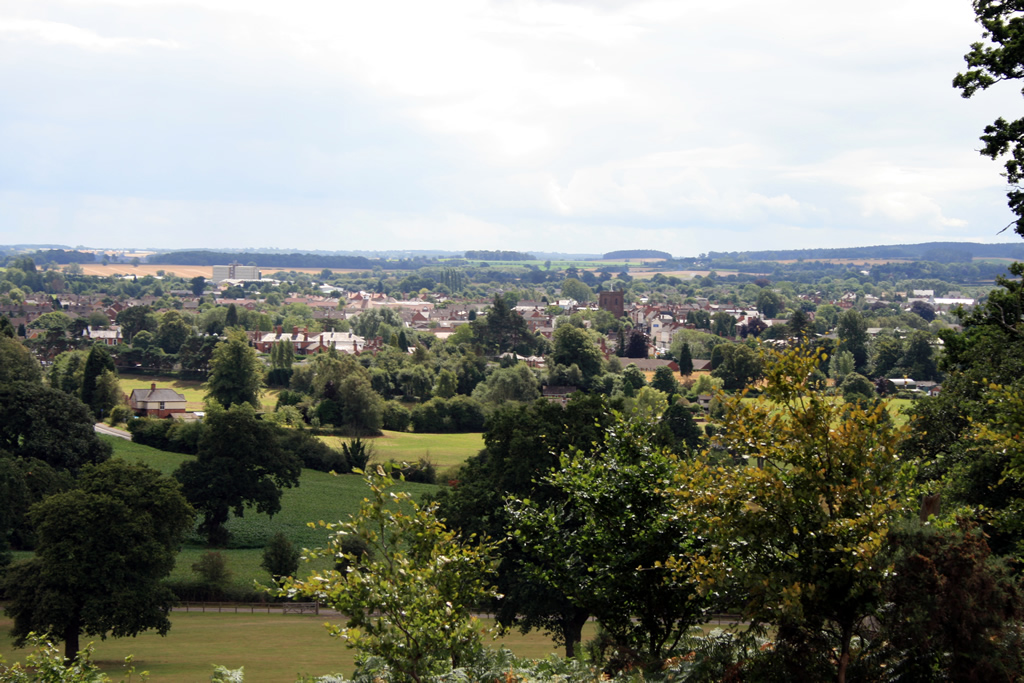
뉴포트

뉴포트(영어: Newport)는 잉글랜드 슈롭셔주에 위치한 도시로 인구는 11,387명(2011년 기준)이다. 텔퍼드에서 북쪽으로 10km, 스태퍼드에서 서쪽으로 19km 정도 떨어진 곳에 위치하며 슈롭셔 주와 스태퍼드셔주 간의 경계 지점과 접한다.